# Ernst Lürßen
Ernst Lürßen (geboren am 21. Oktober 1930 in Kiel; gestorben am 19. September 2020 in Berlin) war ein deutscher Psychiater und Psychoanalytiker.

## Leben
Er wurde als zweites Kind von Johann Lürßen, einem Schiffsingenieur und 1. Maschinisten, und Erna Lürßen (geb. Frost), einer Postbeamtin, geboren. Seine psychoanalytische Ausbildung erhielt er am Berliner Psychoanalytischen Institut (Karl Abraham Institut), die Lehranalyse erfolgte durch Käthe Draeger. Nach dem medizinischen Staatsexamen und Promotion in Kiel zog er 1957 endgültig nach Berlin und begann seine Facharztausbildung im Bethanien-Krankenhaus sowie später in der Psychiatrischen Klinik der Freien Universität Berlin (FU), die er 1963 mit dem Facharzt für Neurologie und Psychiatrie abschloss. An der Landesnervenklinik Spandau war er zunächst Assistenzarzt, später Oberarzt und dirigierender Chefarzt verschiedener Stationen, u. a. der Arbeits- und Beschäftigungstherapie. In Zusammenarbeit mit dem Sozialdienst in Spandau richtete er die erste psychiatrische Wohngemeinschaft außerhalb der Klinik ein, was zu dieser Zeit neuartig war und inspirierend für andere Kliniken wurde.
Im Oktober 1964 hielt er als erster Arzt der Nachkriegszeit, der nicht aktiv am Krieg teilgenommen hatte, seinen Aufnahmevortrag für die außerordentliche Mitgliedschaft in der Deutschen Psychoanalytische Vereinigung (DPV). Neben seiner ärztlichen Tätigkeit als Psychoanalytiker in eigener Praxis war er langjährig im Wechsel Institutsleiter und Leiter des Unterrichtsausschusses am Karl-Abraham-Institut (BPI).
1972 erhielt er von der Evangelischen Fachhochschule für Sozialarbeit und Sozialpädagogik eine Professur und wurde Gründungsmitglied der Evangelischen Hochschule Berlin sowie Prorektor.
Sein wissenschaftliches Bestreben galt viele Jahre dem Problem der Sucht, dem er sich insbesondere aus psychoanalytischer Sicht widmete. Seine vielfältigen Interessen u. a. in Bezug auf Kunst, Literatur, Geschichte und Teppichkunde (er wurde der „Lumpendoktor“ genannt, da er auf Flohmärkten, Antiquitäten- und Kunstläden die damals wenig beachteten Teppiche der Volkskunst bevorzugte) mündeten in Arbeiten über Don Quijote, Friedrich der Große, Georg Büchner Jakob Michael Reinhold Lenz, Karl Philipp Moritz’ Anton Reiser oder auch Eugene O’Neills Eines langen Tages Reise in die Nacht.
Sein Freund und Kollege Otto F. Kernberg sagte über ihn: „He was a true scholar and a masterful clinician; his depth and clarity of thinking continue to guide me in my own work“.
Sein Grab befindet sich auf dem Südwestkirchhof Stahnsdorf.